# 2003年4月中国大陆

## 4月2日
- 第七届世界计算机博览会暨第二十四届中国计算机产品北京展览交易会在北京展览馆开幕。本届展会以“移动计算与无限互联”为主题，展览总面积超过一点二万平方米，参展海外厂商五十多家，分别来自美国、俄罗斯、日本和韩国[1]。

## 4月3日
- 下午，国务院新闻办公室举行记者招待会，张文康作为卫生部长，向中外记者介绍中国防治非典型肺炎的有关情况，并回答记者提问。他再一次公布截止到3月31日的非典型肺炎相关数字，其中“北京市12例，死亡3例”。他说：“我可以负责任地告诉大家，在中国工作、生活，包括旅游，都是安全的。在座的各位，戴口罩、不戴口罩，我相信都是安全的。”此事与当时北京疫情出现重大差距，也因此他在后续事件中备受诟病[2]。

## 4月22日
- 在北京防治非典工作联席会议上，疾控中心专家建议，医院床位现已不足，可以考虑征用疗养院，比如条件比较好的小汤山疗养院。随后，卫生部副部长朱庆生和北京市副市长刘敬民与专家前往小汤山进行实地勘察，并认为小汤山适合建设新医院[3]。当天中华人民共和国国务院确定建设规划，决定投资百万元人民币在小汤山地区征集40.3公顷的土地，以最高速度建设一所全球最大的野战传染病医院，将北京市各医院的所有SARS患者集中此地治疗和管理，工程由中华人民共和国卫生部与北京市人民政府主持[4]。当晚，北京市建设委员会抽调约4000名工人和约500台机械设备，北京6家大型建设集团全部上阵[4]。

## 4月23日
- 小汤山医院建设工程开工[4]。

## 4月26日
- 中华人民共和国主席胡锦涛发布第三号《主席令》，根据中华人民共和国第十届全国人民代表大会常务委员会第二次会议，免去张文康的卫生部部长职务；任命吴仪兼任卫生部部长[5]。

## 4月29日
- 小汤山医院建成，当日即通过验收[4]。4月30日，卫生部及北京市政府宣布医院交付使用，并命名为中国人民解放军小汤山非典医院（北京市小汤山医院非典病房）（简称“小汤山非典医院”）[4]。小汤山非典医院为一级传染病医院，在当时是世界最大的传染病医院，亦创下世界医院修建速度纪录[4]。